# 岩森重貴
岩森 重貴（いわもり かずき、1986年5月20日 - ）は、日本の野球選手、投手、右投げ右打ち。フランスのプロ野球球団サビーニ・ライオンズ (Lions de Savigny-sur-Orge) 所属。

## 略歴
宮城県仙台西高等学校を卒業後、全三郷硬式野球部や川口ゴールデンドリームスに所属した
2012年、フランスのサビーニ・ライオンズへ入団した。